# Astragalus tyghensis
Astragalus tyghensis là một loài thực vật có hoa trong họ Đậu. Loài này được M.Peck miêu tả khoa học đầu tiên.